# Emma Hinze
Emma Hinze (Hildesheim, 17 september 1997) is een Duitse baanwielrenster. Ze is goed in de sprintonderdelen, de sprint, teamsprint, keirin en 500 m tijdrit.

## Carrière
Hinze won in 2019 een zilveren medaille tijdens de Europese kampioenschappen baanwielrennen en een bronzen medaille tijdens de Wereldkampioenschappen baanwielrennen beiden op de teamsprint. Tijdens de Wereldkampioenschappen baanwielrennen van 2020 in Berlijn won ze de teamsprint de sprint en de keirin.
In augustus 2021 nam ze namens Duitsland deel aan de Olympische Zomerspelen 2020 in Tokio; samen met Lea Sophie Friedrich won ze zilver op de teamsprint. Bij de volgende Olympische Zomerspelen van 2024 in Parijs won ze eveneens een medaille op de teamsprint, ditmaal werd het een bronzen medaille. Ze reed samen met Pauline Grabosch en Friedrich.

## Belangrijkste uitslagen
| Jaar       | DK                                          | EK                                          | WK                                          | Overige                                  |            |
| Als junior | Als junior                                  | Als junior                                  | Als junior                                  | Als junior                               | Als junior |
| ---------- | ------------------------------------------- | ------------------------------------------- | ------------------------------------------- | ---------------------------------------- | ---------- |
| 2014       | 500m tijdrit · keirin · teamsprint · sprint | teamsprint · sprint                         | teamsprint · 500m tijdrit                   |                                          |            |
| 2015       | 500m tijdrit · keirin · teamsprint · sprint | 500m tijdrit · keirin · teamsprint · sprint | keirin · teamsprint · sprint · 500m tijdrit |                                          |            |
| Als elite  |                                             |                                             |                                             |                                          |            |
| 2014       | teamsprint                                  |                                             |                                             |                                          |            |
| 2015       |                                             |                                             |                                             |                                          |            |
| 2016       | keirin · 500m tijdrit · sprint              |                                             |                                             |                                          |            |
| 2017       |                                             |                                             |                                             |                                          |            |
| 2018       | keirin · 500m tijdrit · sprint · teamsprint | teamsprint                                  |                                             | WB Minsk: teamsprint                     |            |
| 2019       |                                             | teamsprint                                  | teamsprint                                  | WB Minsk: keirin WB Hongkong: teamsprint |            |
| 2020       |                                             |                                             | teamsprint · sprint · keirin                |                                          |            |
| 2021       |                                             |                                             | teamsprint                                  | OS Tokio: · teamsprint                   |            |
| 2022       | keirin · sprint · tijdrit 500m              | sprint · teamsprint · tijdrit 500m          | teamsprint · tijdrit 500m · sprint          |                                          |            |
| 2023       | keirin · sprint · tijdrit 500m              | teamsprint · tijdrit 500m · keirin          | tijdrit 500m · teamsprint                   |                                          |            |
| 2024       |                                             | teamsprint · sprint                         |                                             | OS Parijs: · teamsprint                  |            |